# 路易斯·凯尔索
路易斯·凯尔索（Louis Orth Kelso，1913年12月4日—1991年2月17日）是一位政治经济学家、公司和金融律师、作家、讲师和商业银行家，員工認股制度的发明者和开拓者。凯尔索发明員工認股制度的目的是让没有积蓄的劳动者能够购买雇主公司的股票，并从未来的股息收益中受益。